# N.A.P.엔터테인먼트의 음반
이 문서는 N.A.P.엔터테인먼트에서 발매한 음반 목록이다.

## 2010년대
- 2011년 9월 20일 소울스타 - Rebirth
- 2011년 10월 12일 씨리얼 - Round 1
- 2011년 10월 14일 소울스타 - 더뮤지컬 OST Part.3[1]
- 2011년 12월 6일 씨리얼 - 꽃미남 라면가게 OST Part.4
- 2012년 3월 7일 씨리얼 - Love Diary
- 2012년 5월 15일 소울스타 - 패션왕 OST Part.6
- 2012년 5월 16일 씨리얼 - [Digital Single] Sorry But I
- 2012년 6월 7일 이승우 - [Digital Single] 감기라도걸릴까[2]
- 2012년 7월 2일 소울스타 - [Digital Single] REVIVE
- 2012년 9월 25일 소울스타 - [Digital Single] 강남역 10번 출구
- 2012년 10월 29일 소울스타 - [Digital Single] Baby You
- 2012년 11월 22일 이규훈 - [Digital Single] 행복해라[3]
- 2012년 12월 14일 씨리얼 - [Digital Single] Danger Girl
- 2013년 1월 2일 소울스타 - [Digital Single] 300원짜리 커피
- 2013년 2월 22일 소울스타 - [Digital Single] 없는 번호
- 2013년 6월 25일 소울스타 - [Digital Single] Call My Name
- 2013년 7월 25일 소울스타 - [Digital Single] The Artist Diary Project Part.2
- 2013년 10월 1일 소울스타 - [Digital Single] 가을에 (10월 1일)
- 2013년 11월 5일 소울스타 - [Digital Single] 이별하기 좋은 밤
- 2013년 12월 26일 소울스타 - [Digital Single] 이 세상 마지막 눈도 함께
- 2014년 1월 16일 소울스타 - [Digital Single] 13월의 겨울
- 2014년 4월 8일 HIGH4 - [Digital Single] 봄 사람 벛꽃 말고[4]
- 2014년 7월 29일 HIGH4 - [Digital Single] 해요 말고 해[5]
- 2014년 7월 30일 소울스타 - [Digital Single] 비 오는 거리
- 2014년 8월 27일 HIGH4 - HI HIGH
- 2014년 9월 26일 소울스타 - [Digital Single] 매력에 취해
- 2014년 10월 29일 소울스타 - [Digital Single] 연애의 시작
- 2015년 1월 5일 HIGH4 - [Digital Single] 비슷해
- 2015년 6월 4일 HIGH4 - [Digital Single] Baby Boy
- 2015년 11월 2일 HIGH4 - [Digital Single] D.O.A
- 2016년 1월 28일 소울스타 - [Digital Single] 진짜 사랑 노래[6]
- 2016년 9월 4일 소울스타 - [Digital Single] Only One For Me Part.2
- 2016년 10월 3일 HIGH4 20 - [Digital Single] Hook가
- 2016년 12월 20일 소울스타 - [Digital Single] 달고 살아요
- 2017년 2월 27일 HIGH4 - Blessed
- 2017년 3월 17일 소울스타 - 김과장 OST Part.7
- 2017년 10월 29일 임영준, 백명한 - [Digital Single] 믹스나인 Part.1
- 2017년 11월 12일 소울스타 - [Digital Single] Cause I`m Loving You
- 2017년 11월 19일 임영준,백명한 - [Digital Single] 믹스나인 Part.3
- 2017년 11월 29일 Cherry B - [Digital Single] 그의 그대
- 2017년 12월 21일 소울스타 - [Digital Single] 소소한 이야기 Part.6
- 2018년 5월 7일 소울스타 - [Digital Single] Interior
- 2019년 5월 10일 Cherry B - [Digital Single] Lovin` U
- 2019년 7월 22일 백명한 - 트리플 썸 2 OST Part.1[7]